# قلة (وعاء)

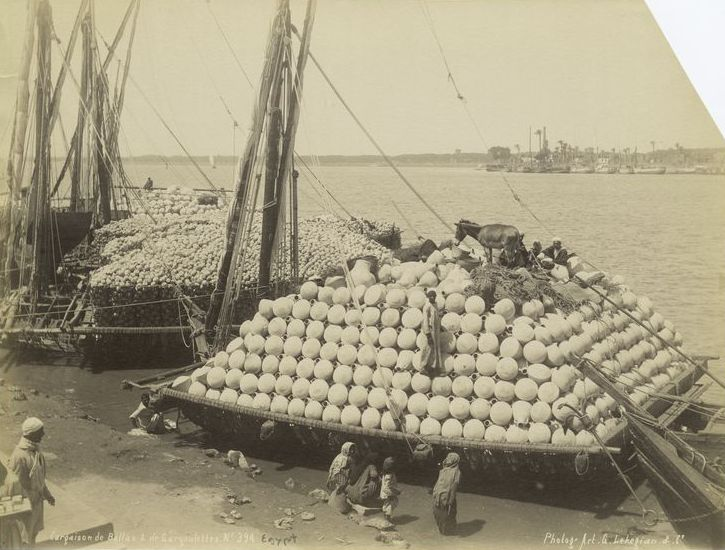
تعبئة القلل من المراكب النيلية قبل 1920م.

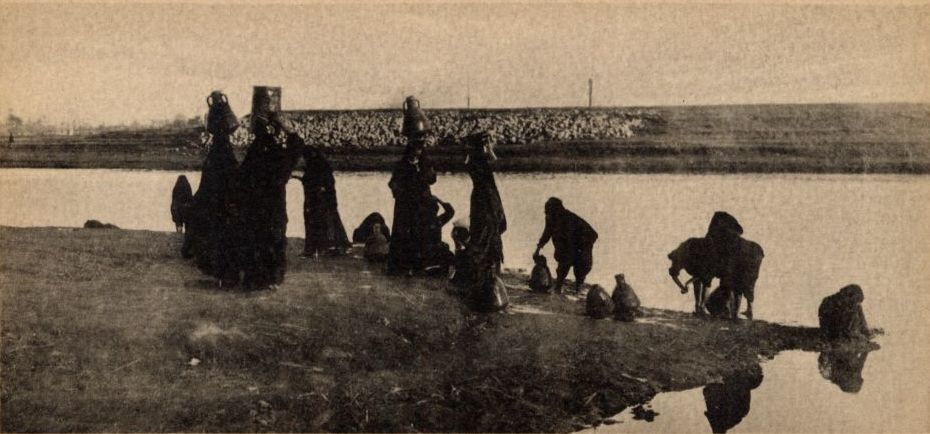
نساء مصر قديما يسقين من مياه النيل.

القُلّة هي إناء أشبه بالزجاجة غير أنها مصنوعة من الفخار، يرجع تاريخ صناعتها إلى العصر الفرعوني بمصر ولايزال طبقة عريضة من الفلاحين وأهل الصعيد يعملون على صناعة القلل.
تعتبر القلل من أقدم العادات والطبائع المصرية حيث اعتاد المصريون على شرب المياه منها وخاصة في الصيف حيث الحر الشديد وخاصة في القرى والمدن الصغيرة.
لا تحتاج القلل إلا لقطعة صغيرة من الظل توضع فيها سواء في البيت أو خارجه لتبريد ما بداخلها من المياه ويقوم بعض المتبرعين بشراء بعض القلل ووضعها في الطرقات لعابري السبيل.

## معرض الصور

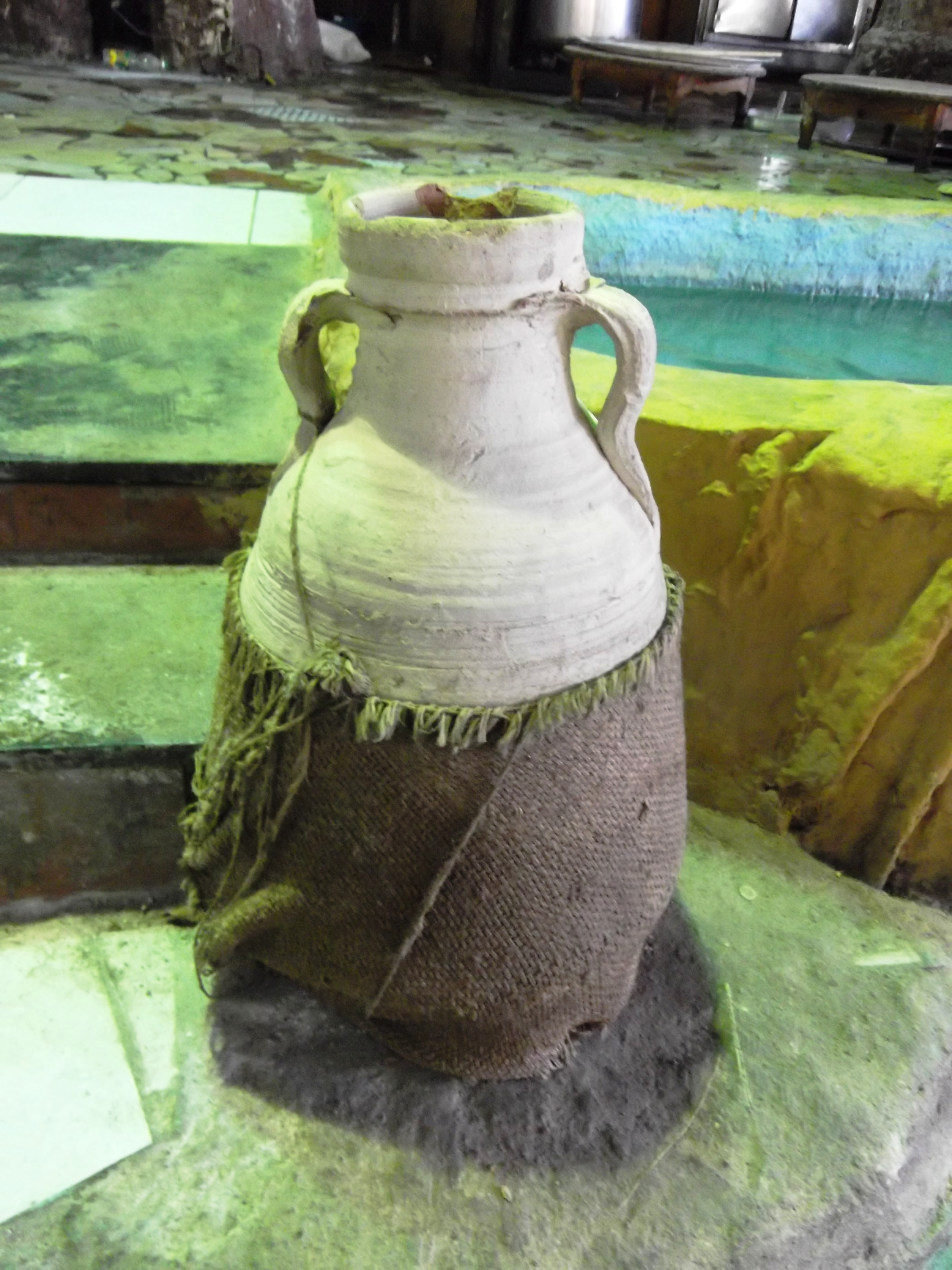
قلة تحوي ماءً
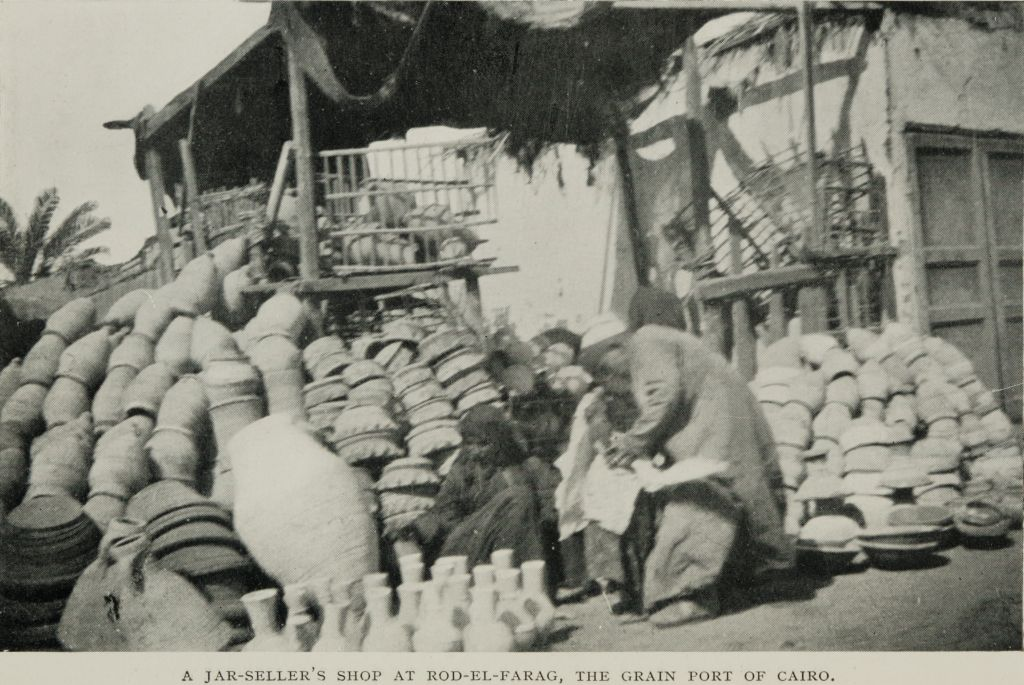
بيّاع قلل في روض الفرج مصر 1911م